# Johannes Bosscha
Johannes Bosscha Jr. (Breda, 18 de novembro de 1831 — Heemstede, 15 de abril de 1911) foi um físico neerlandês.
Bosscha descende de uma família a muito conhecida por sua história acadêmica. Seu bisavô e avê eram estudiosos clássicos. Seu pai, Johannes Bosscha Sr. (1797–1874), foi professor de história e literatura e também foi ministro das relação igreja-estado em dois governos (1853–1861). Em 1844-1848 Johannes Jr. frequentou uma escola de latim em Amsterdam, indo depois para a Universidade de Leiden. Em 1854 obteve o doutorado com uma tese sobre galvanometria. Após breve estada em Berlim retornou ao Departamento de Física de Leiden.
Realizou investigações fundamentais sobre polarização galvânica e velocidade de ondas sonoras. Iniciou a teoria mecânica da eletrólise, e foi um dos primeiros a sugerir (1855) a possibilidade de enviar dua mensagens simultaneamente em um mesmo fio. Em 1858 publicou "Conservation of Energy in Galvanic Currents", aplicando a recém formulada primeira lei da termodinâmica a fenômenos elétricos.
Em 1860 Boscha tornou-se catedrático de ciências naturais na Koninklijke Militaire Academie em Breda e em 1863 tornou-se membro da Academia Real das Artes e Ciências dos Países Baixos. Naquele ano Johan Rudolph Thorbecke indicou-o inspetor da educação secundária na parte sul do país, cargo no qual teve muita influência sobre o recém introduzido sistema escolar de Thorbecke, insistindo, por exemplo, em salas de aula especiais para física e química. Em 1873 obteve a cátedra no Departamento de Física da Escola Politécnica de Delft, que depois tornou-se Universidade Técnica de Delft. Em 1875 publicou o livro em três volumes Leerboek der natuurkunde (Livro Texto de Física), o qual não usava matemática avançada e teve diversas edições.
Em 1878 Boscha tornou-se diretor da Escola Politécnica. Heike Kamerlingh Onnes foi seu assistente, de 1878 a 1882, após o que Kamerlingh Onnes tornou-se professor na Universidade de Leiden. Em 1885 Boscha entregou a direção por problemas de saúde.
Seus Verspreide Geschriften (Escritos Diversos) foram publicados em três volumes (Leiden, 1902).

## Vida pessoal
Em 1855 casou com Paulina Emilia Kerkhoven na cidade de Voorst. Tiveram quatro filhas e dois filhos. O Observatório Bosscha em Java foi denominado em memória de seu filho Karel Albert Rudolf Bosscha (1865–1928), que muito contribuiu para o desenvolvimento técnico da Indonésia.